# Eunapius crassissimus
Eunapius crassissimus är en svampdjursart som först beskrevs av Annandale 1907.  Eunapius crassissimus ingår i släktet Eunapius och familjen Spongillidae. Inga underarter finns listade i Catalogue of Life.